# Bayport (Florida)
Bayport è un census-designated place (CDP) degli Stati Uniti d'America, in particolare nella Contea di Hernando.